# رانیس
شهر رانیس (به آلمانی: Ranis) در ایالت تورینگن در کشور آلمان واقع شده‌است.